# Рос Гарсиа, Хосе
Хосе Рос Гарсиа (исп. José Ros García; 1920, Альхесирас, Испания — 2001, Аделаида, Австралия) — поэт и писатель испанского происхождения, большую часть жизни прожил в Австралии.

## Биография
Родился в Альхесирасе в 1920 году. В основном, печатался под псевдонимом Франсиско Хосе (исп. Francisco José). Многие из его произведений транслировались международной испанской радиостанцией Radio Exterior De España. Впоследствии (после переезда в Австралию) также публиковался в El Español En Australia, национальном еженедельнике, выходящем в Мельбурне.
В октябре 1975 года, Гарсиа становится победителем «Concurso Literario En Prosa» в Мельбурне, в 1984 получает престижную награду «Pergamino De Honor» («Почётная Рукопись»), перед чем в том же году побеждает в литературном конкурсе произведений на испанском в Сиднее.
Хосе Рос Гарсиа скончался в 2001 году в Аделаиде.